# Uhelný důl Zollverein
Uhelný důl Zollverein, také známý jako „Eiffelova věž v Porúří“, byl černouhelný důl v Essenu (Severní Porýní-Vestfálsko), který byl aktivní v letech 1851 až 1986. Byl pojmenován po Německé celní unii (německy Zollverein) založené v roce 1834. Dnes je architektonickou a průmyslovou památkou. Spolu s bezprostředně sousedící koksovnou Zollverein jsou šachty 12 a 1/2/8 dolu od roku 2001 součástí světového dědictví UNESCO. Zollverein je tzv. kotevním bodem Evropské cesty průmyslového dědictví a sídlem různých kulturních institucí a také umělecké školy Folkwang.
Po celá desetiletí, počínaje koncem 50. let 20. století, dvě části areálu - uhelný důl a koksovna (vybudovaná 1957–1961, uzavřena 30. června 1993) patřily k největším svého druhu v Evropě. Šachta 12, postavena ve stylu Bauhausu a Nové věcnosti, byla otevřena v roce 1932 a je považována za architektonické a technické mistrovské dílo, díky čemuž si vysloužila pověst „nejkrásnějšího uhelného dolu na světě“ či „Eiffelova věž Porúří“. Architektonickými spoluautory šachty 12 byli Fritz Schupp a Martin Kremmer.

## Fotogalerie

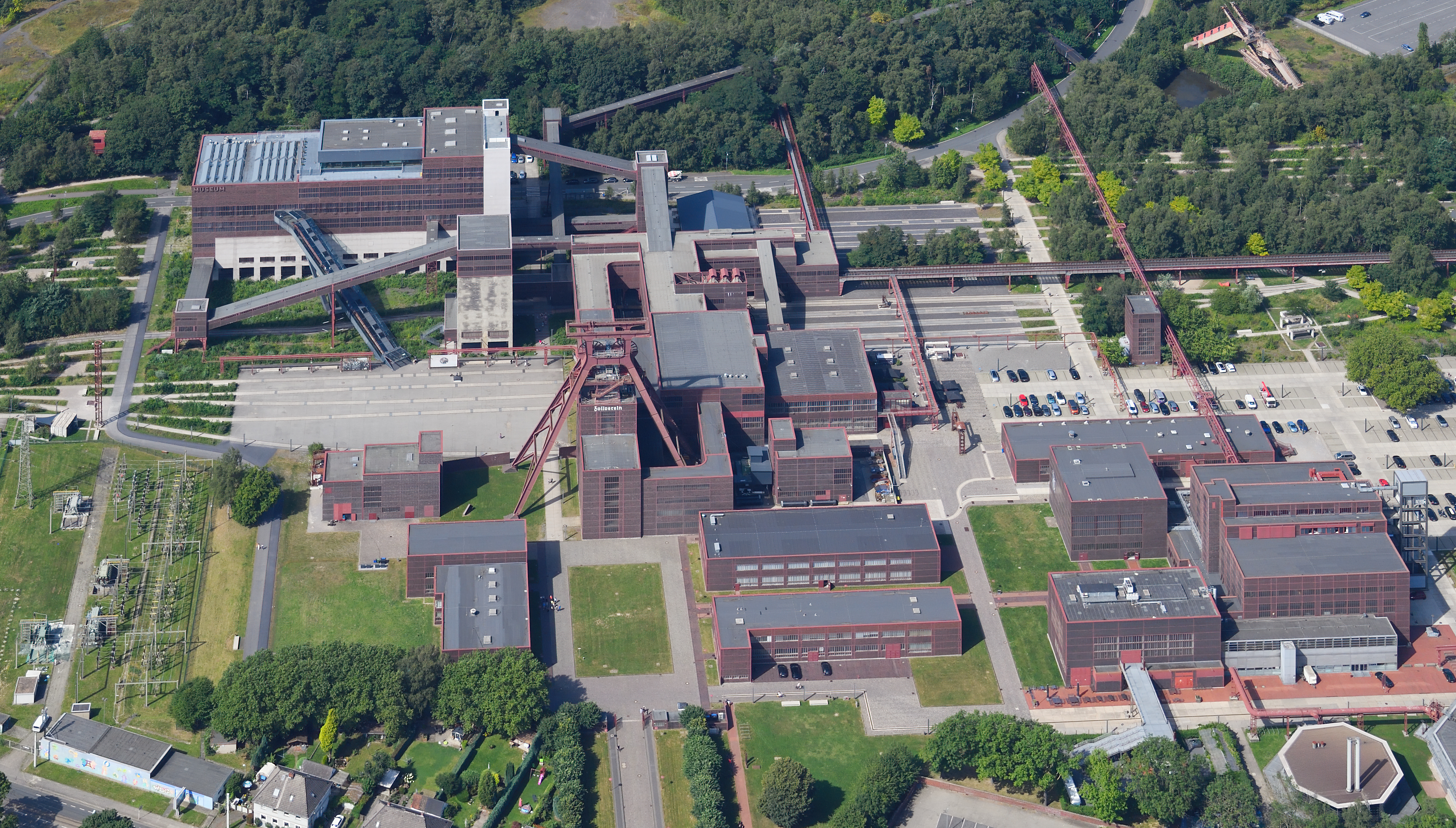
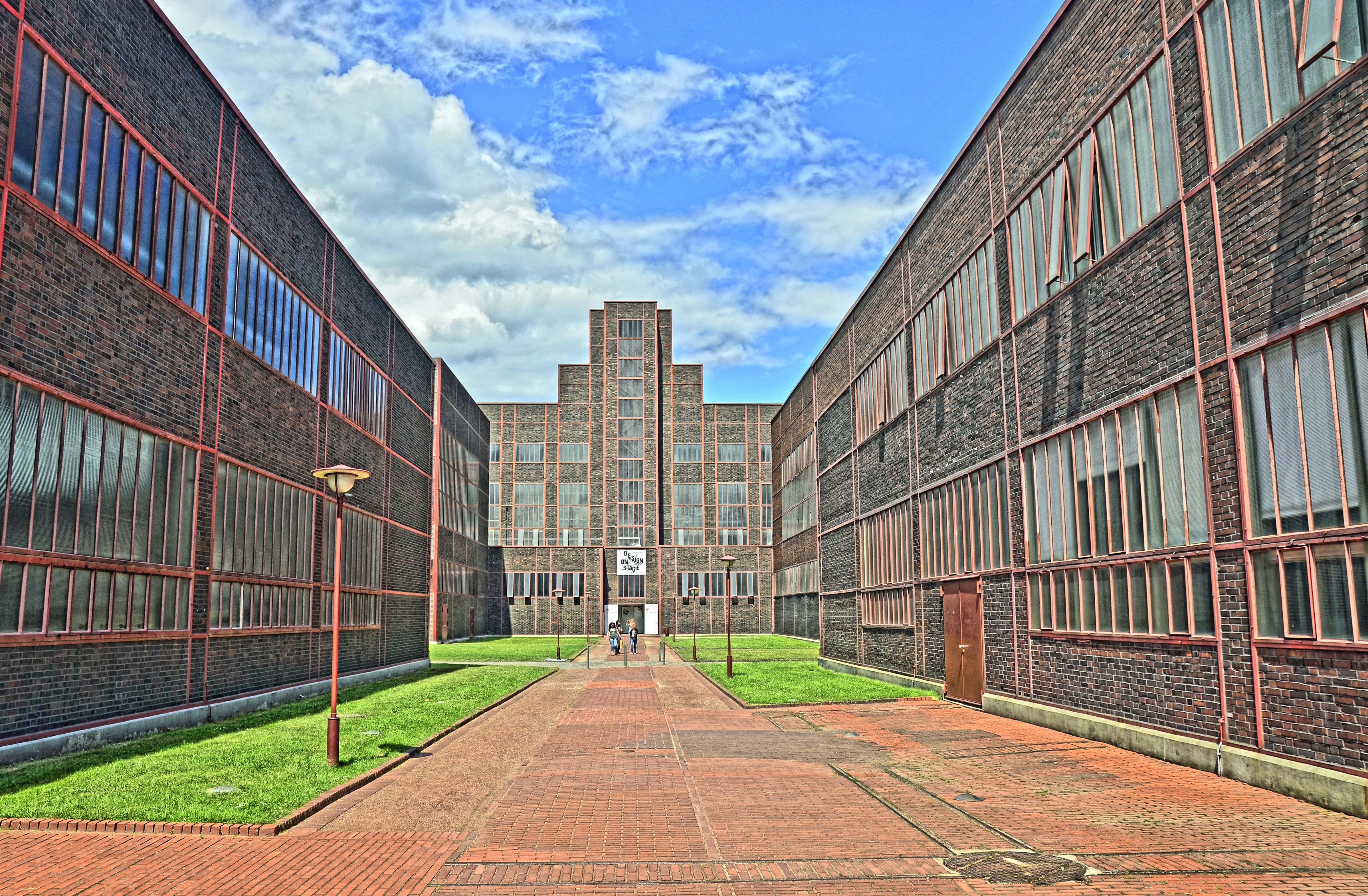
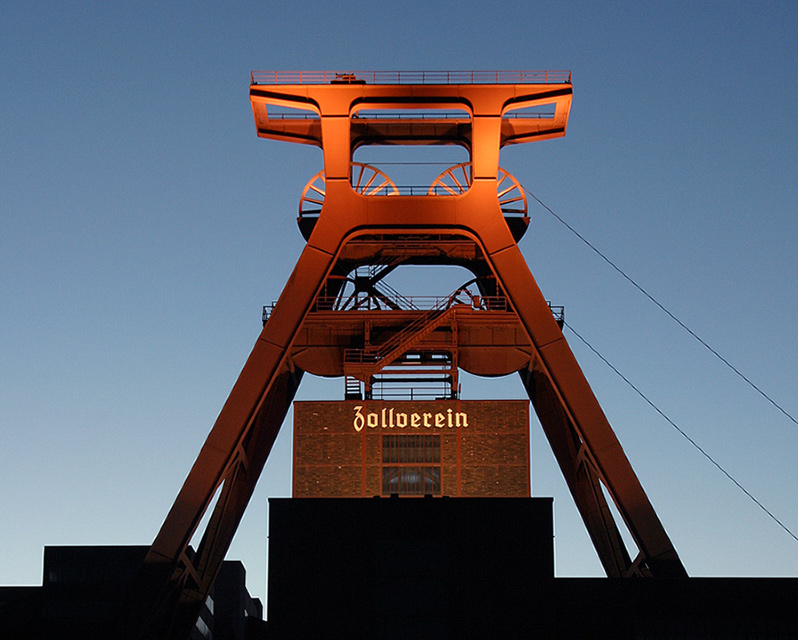
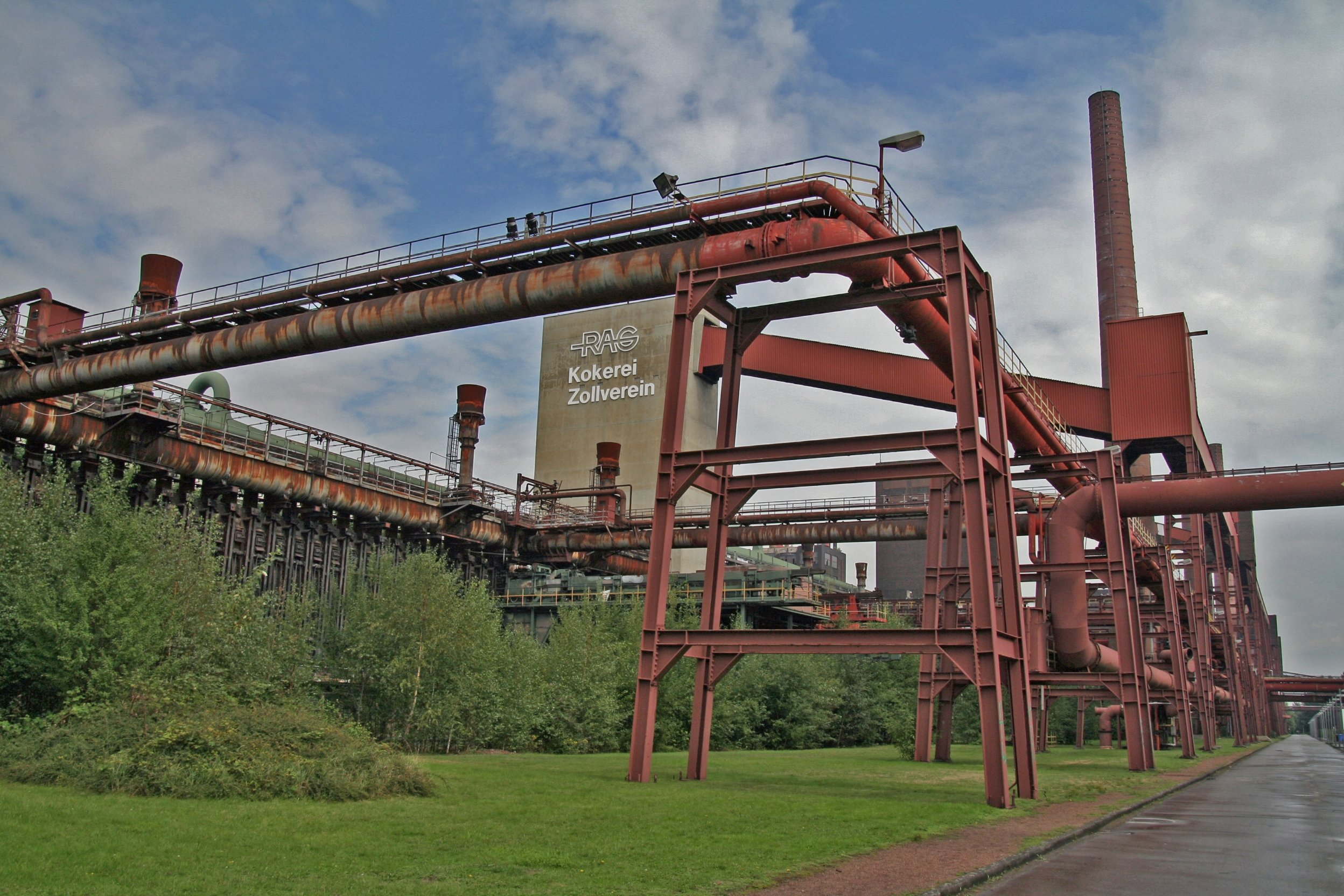
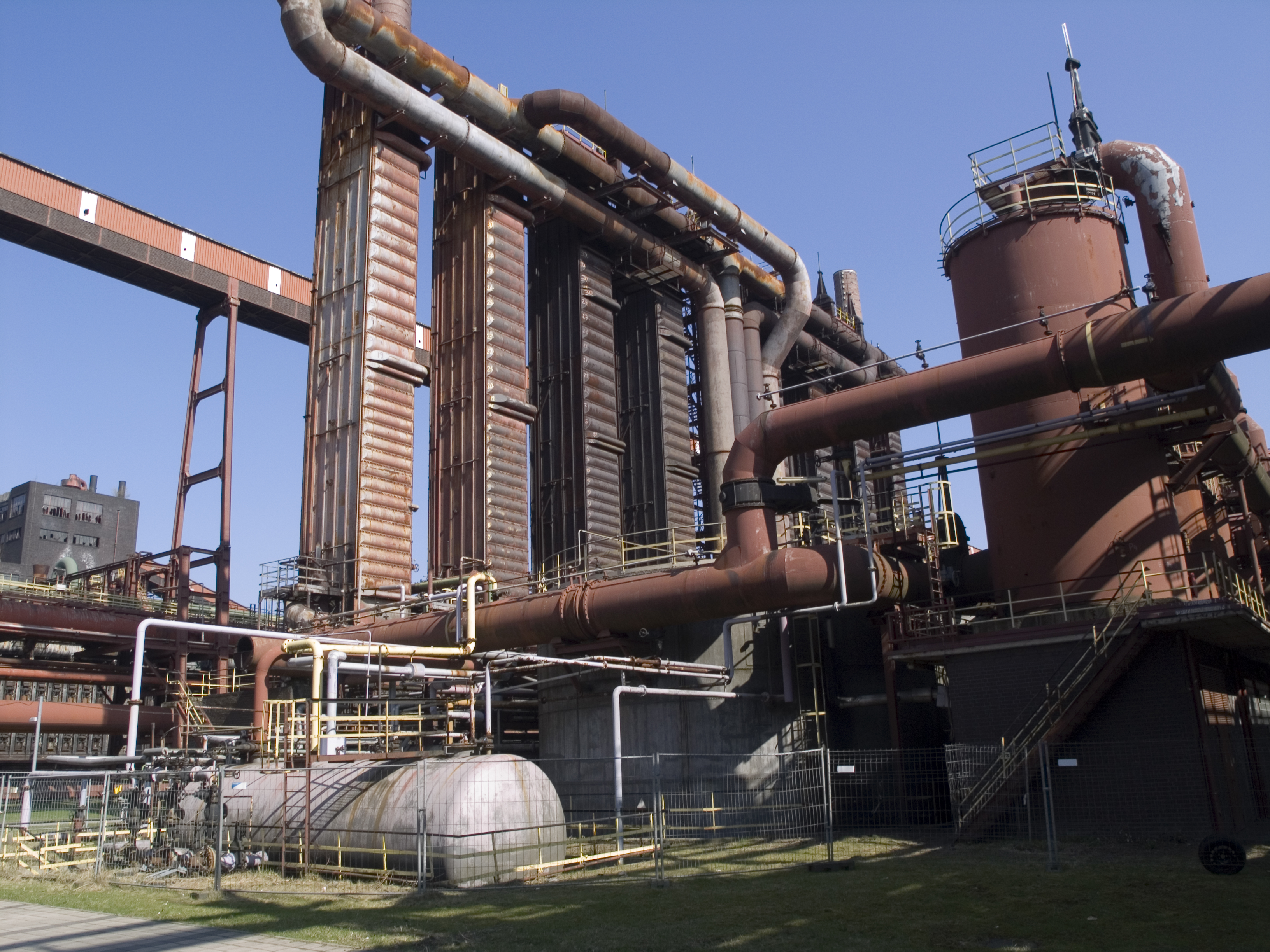